# Crépy (Pas-de-Calais)
Pour les articles homonymes, voir Crépy.
Crépy est une commune française située dans le département du Pas-de-Calais en région Hauts-de-France. Ses habitants sont appelés les Crépynois.
La commune fait partie de la communauté de communes du Haut Pays du Montreuillois qui regroupe 49 communes et compte 15 703 habitants en 2021.

## Géographie

### Localisation
Localisée dans le centre du département du Pas-de-Calais, Crépy est une commune de l'Artois située, à vol d'oiseau, à 6 km au sud-est de la commune de Fruges, à 13 km au nord-ouest de la commune de Saint-Pol-sur-Ternoise et à 30 km à l'est de la commune de Montreuil-sur-Mer (chef-lieu d'arrondissement).
Le territoire de la commune est limitrophe de ceux de six communes.
Les communes limitrophes sont Lisbourg, Teneur, Tilly-Capelle, Verchin, Ambricourt et Équirre.

### Géologie et relief
La superficie de la commune est de 6,91 km2 ; son altitude varie de 72  à   142 m.

### Hydrographie
Le territoire de la commune est situé dans le bassin Artois-Picardie.
C'est dans la commune que le fossé d'Équirre, cours d'eau naturel non navigable de 4,09 km, prend sa source et se jette dans le Faux au niveau de la commune de Bergueneuse.

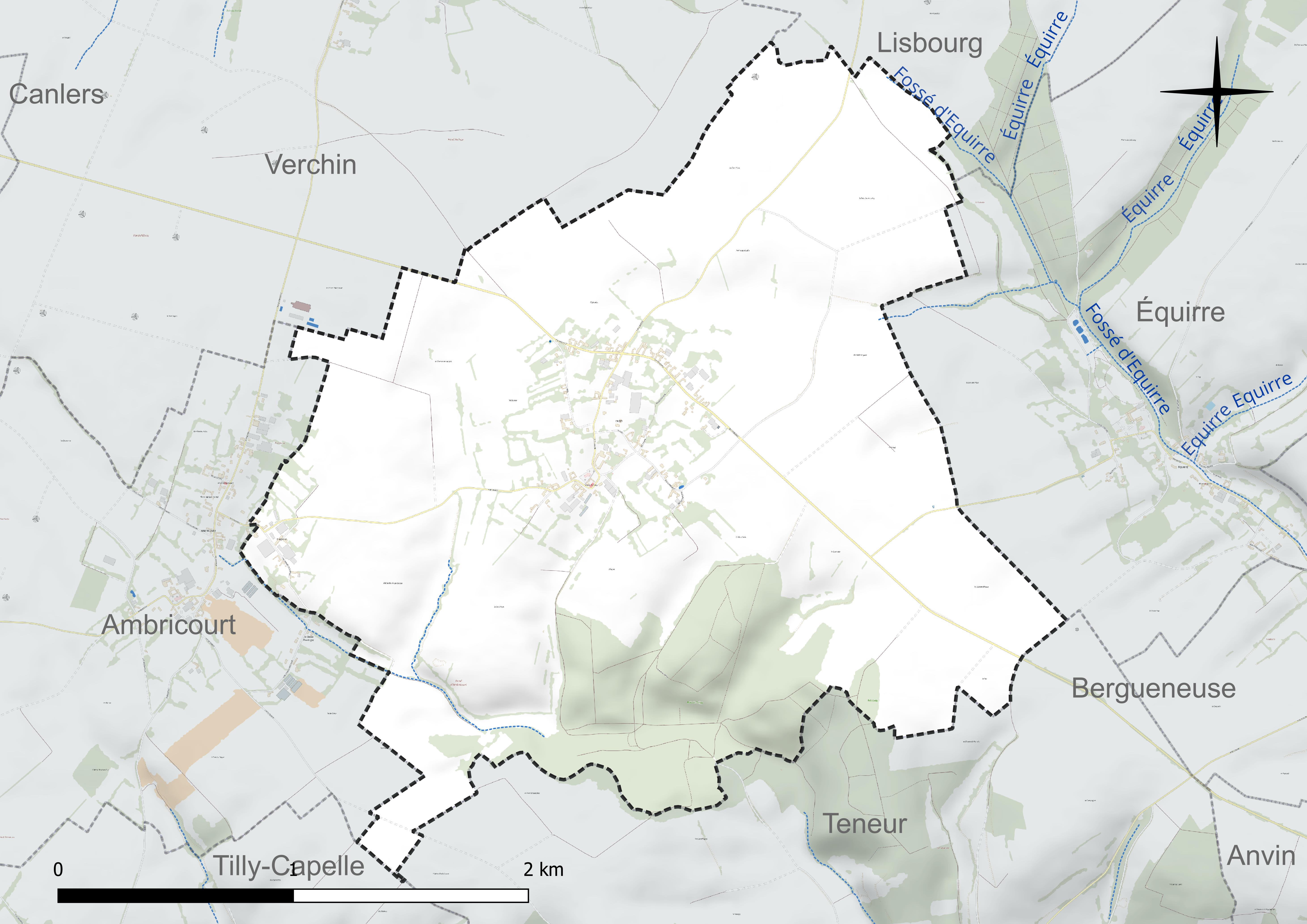
Réseau hydrographique de Crépy.

### Climat
Pour des articles plus généraux, voir Climat des Hauts-de-France et Climat du Pas-de-Calais.
En 2010, le climat de la commune est de type climat océanique altéré, selon une étude du CNRS s'appuyant sur une série de données couvrant la période 1971-2000. En 2020, Météo-France publie une typologie des climats de la France métropolitaine dans laquelle la commune est exposée à un climat océanique et est dans la région climatique Côtes de la Manche orientale, caractérisée par un faible ensoleillement (1 550 h/an) ; forte humidité de l’air (plus de 20 h/jour avec humidité relative > 80 % en hiver), vents forts fréquents.
Pour la période 1971-2000, la température annuelle moyenne est de 10 °C, avec une amplitude thermique annuelle de 13,9 °C. Le cumul annuel moyen de précipitations est de 897 mm, avec 12,8 jours de précipitations en janvier et 9,1 jours en juillet. Pour la période 1991-2020, la température moyenne annuelle observée sur la station météorologique la plus proche, située sur la commune de Fiefs à 9 km à vol d'oiseau, est de 10,4 °C et le cumul annuel moyen de précipitations est de 1 070,6 mm,. Pour l'avenir, les paramètres climatiques de la commune estimés pour 2050 selon différents scénarios d'émission de gaz à effet de serre sont consultables sur un site dédié publié par Météo-France en novembre 2022.

### Paysages
Pour un article plus général, voir Paysage en France.
La commune s'inscrit dans les « paysages du Ternois » tels qu’ils sont définis dans l’atlas de paysages de la région Nord-Pas-de-Calais, conçu par la direction régionale de l'Environnement, de l'Aménagement et du Logement (DREAL),.
Ces paysages, qui concernent 138 communes avec trois pôles d’attraction que sont Hesdin à l'ouest, Saint-Pol-sur-Ternoise à l’est et, dans une moindre mesure, Frévent en lisière sud, sont délimités par deux cours d’eau : la Canche au Sud et la Ternoise au Nord. Ces paysages sont composés de plateaux, de vallées et de bocages. Les plateaux du Ternois montrent une structure tabulaire assez plane et une altitude assez régulière avec des points culminants entre 150  à   160 m.
Le territoire d’une vingtaine de kilomètres du Nord au Sud et d’Est en Ouest, est traversé par la D 939 reliant Saint-Pol-sur-Ternoise à Hesdin, par la D 912 entre Saint-Pol-sur-Ternoise et Frévent et par la ligne ferroviaire de Saint-Pol-sur-Ternoise à Étaples dans la vallée de la Canche. La position excentrée, en l’absence de grands axes autoroutiers ou ferrés structurants, a permis au Ternois de conserver un caractère rural et une certaine qualité de paysage.
Au niveau de l’occupation des sols, les surfaces cultivées sont omniprésentes sur les plateaux, avec majoritairement la culture de la betterave et de la pomme de terre, et représentent près de 72 % de la surface totale de ces paysages du Ternois, les espaces artificialisés, cantonnés dans les fonds de vallée, représentent 13 % et les surfaces boisées, présentes dans les deux principales vallées de la Ternoise et de la Canche, ne représentent que 6 %.

### Milieux naturels et biodiversité

#### Zones naturelles d'intérêt écologique, faunistique et floristique
L’inventaire des zones naturelles d'intérêt écologique, faunistique et floristique (ZNIEFF) a pour objectif de réaliser une couverture des zones les plus intéressantes sur le plan écologique, essentiellement dans la perspective d’améliorer la connaissance du patrimoine naturel national et de fournir aux différents décideurs un outil d’aide à la prise en compte de l’environnement dans l’aménagement du territoire.
Le territoire communal comprend une ZNIEFF de type 1 : le coteau et des bois de Teneur, Crépy et Tilly-Capelle. Cette ZNIEFF de la vallée de la Ternoise, d’une superficie de 446 ha et d'une altitude variant de 55  à   135 m, est composée du coteau crayeux de Teneur, géré par le Conservatoire d'espaces naturels du Nord et du Pas-de-Calais, et du bois de Crépy, bois calcicole.
et une ZNIEFF de type 2 : la vallée de la Ternoise et ses versants de Saint-Pol-sur-Ternoise à Hesdin et le vallon de Bergueneuse. Cette ZNIEFF, située au nord d'une ligne allant de Saint-Pol-sur-Ternoise à Hesdin, d’une superficie de 9 502 ha et d'une altitude variant de 22  à   90 m, présente des fonds de vallées, des coteaux crayeux et des zones prairiales.

Carte des ZNIEFF de type 1 et 2 sur la commune
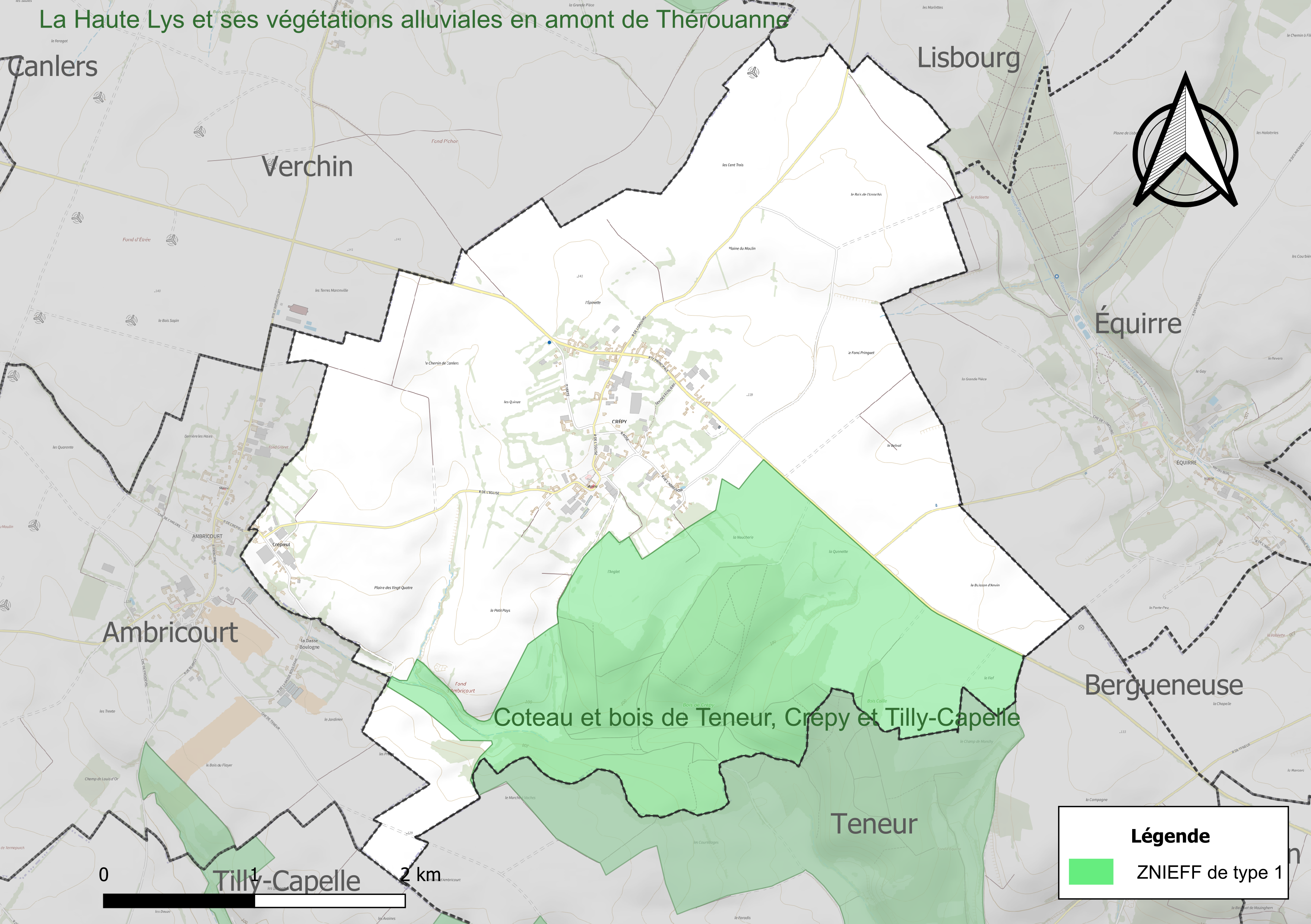
Carte de la ZNIEFF de type 1 sur la commune.
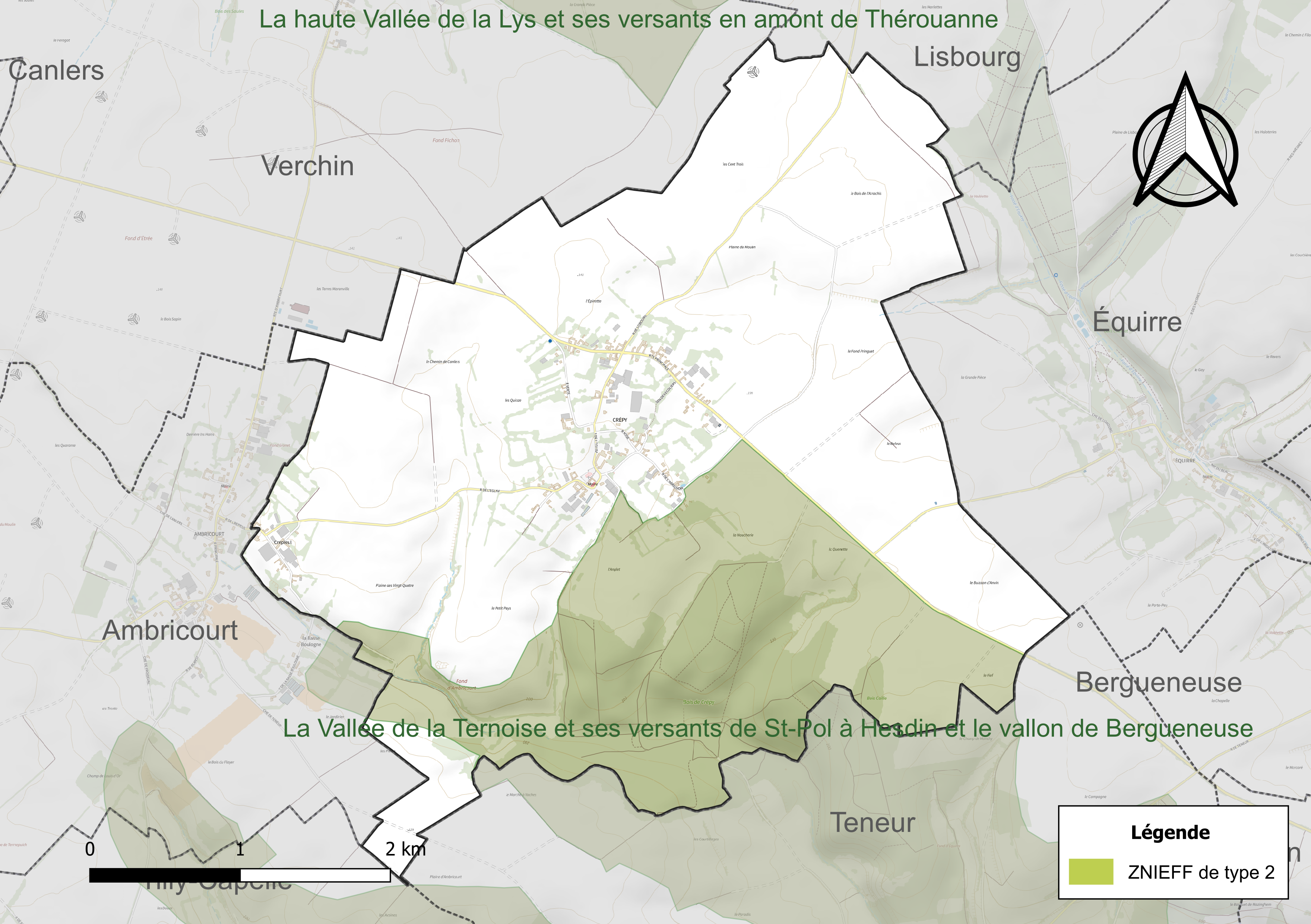
Carte de la ZNIEFF de type 2 sur la commune.

## Urbanisme

### Typologie
Au 1er janvier 2024, Crépy est catégorisée commune rurale à habitat dispersé, selon la nouvelle grille communale de densité à sept niveaux définie par l'Insee en 2022.
Elle est située hors unité urbaine et hors attraction des villes,.

### Occupation des sols
L'occupation des sols de la commune, telle qu'elle ressort de la base de données européenne d’occupation biophysique des sols Corine Land Cover (CLC), est marquée par l'importance des territoires agricoles (80,5 % en 2018), en diminution par rapport à 1990 (86,4 %). La répartition détaillée en 2018 est la suivante : 
terres arables (60,3 %), prairies (20,3 %), forêts (12,7 %), zones urbanisées (6,7 %). L'évolution de l’occupation des sols de la commune et de ses infrastructures peut être observée sur les différentes représentations cartographiques du territoire : la carte de Cassini (XVIIIe siècle), la carte d'état-major (1820-1866) et les cartes ou photos aériennes de l'IGN pour la période actuelle (1950 à aujourd'hui).

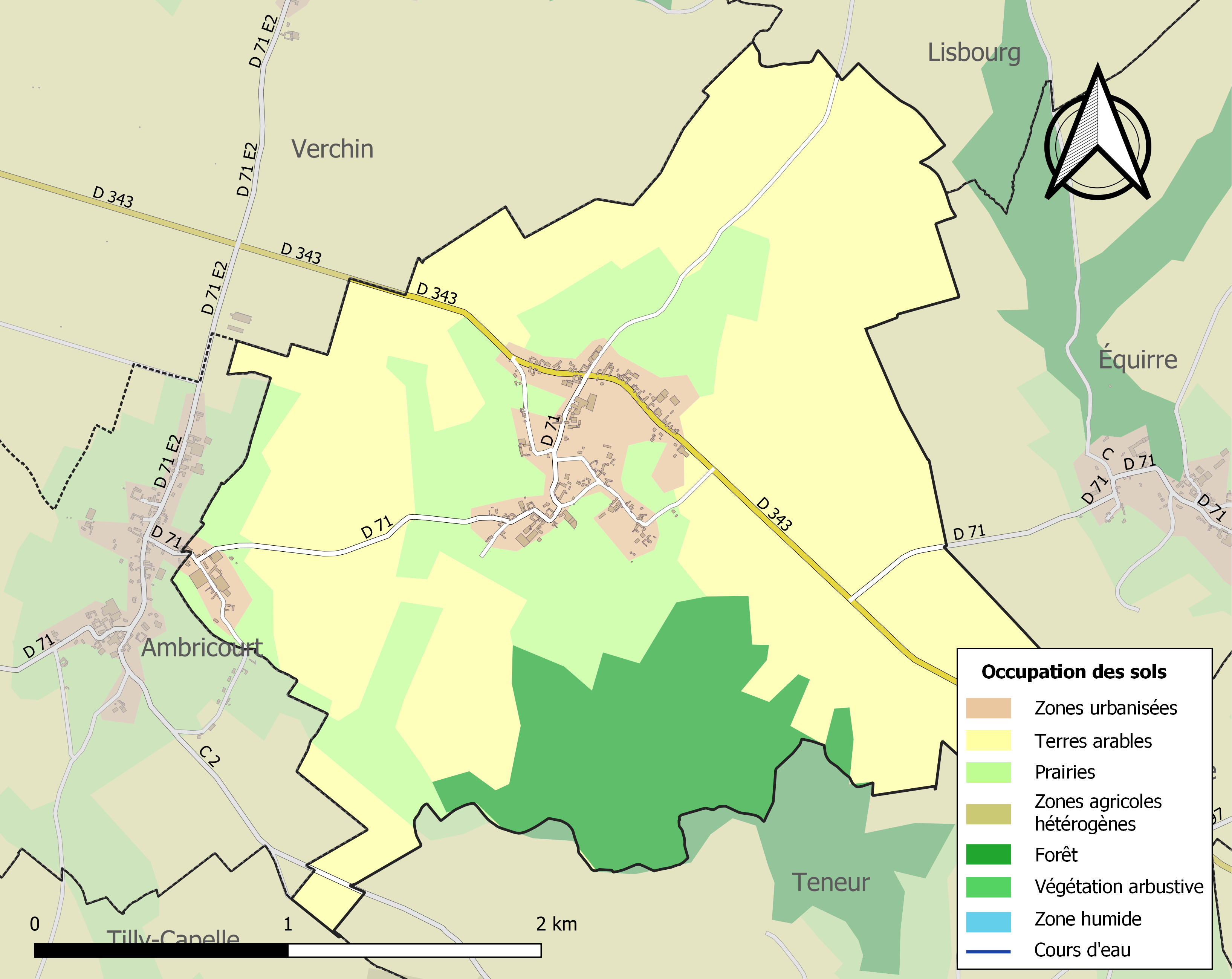
Carte des infrastructures et de l'occupation des sols de la commune en 2018 (CLC).

### Lieux-dits, hameaux et écarts
Crépy possède un hameau : Crépieul situé à 2 km du village.

#### Voies de communication
La commune est desservie par les routes départementales D 71 et la D 343.

#### Transport ferroviaire
La commune se trouve à 6 km, au nord-ouest, de la gare d'Anvin, située sur la ligne de Saint-Pol-sur-Ternoise à Étaples, desservie par des trains TER Hauts-de-France.

## Toponymie
Le nom de la localité est attesté sous les formes Crispiacum en 1214, Crépi en 1248, Crespy en 1374, Creppy en 1476,, Crépy en 1793, Crepy et Crépy depuis 1801.

## Histoire
En 1694, la paroisse est dite terre à clocher (elle a le droit d'avoir une église) et dépend de la seigneurie de Lisbourg, érigée en marquisat en août 1694.
Pendant la Première Guerre mondiale, la commune située en arrière du front de l'Artois a parfois accueilli des troupes françaises retirées du front pour leur permettre de récupérer, comme par exemple en octobre 1915.
Les Allemands y installèrent une rampe de lancement de V1 pendant la seconde guerre mondiale destinée à bombarder l'Angleterre.
Un moulin à vent était autrefois présent à la sortie du village en direction de Lisbourg[source insuffisante]. Une éolienne est aujourd'hui présente à une centaine de mètres de cet ancien moulin.

## Politique et administration

### Découpage territorial
La commune se trouve dans l'arrondissement de Montreuil du département du Pas-de-Calais.

#### Commune et intercommunalités
La commune a fait partie, de 1994 à 2016, de la communauté de communes du canton de Fruges et environs et, depuis le 1er janvier 2017, elle fait partie de la communauté de communes du Haut Pays du Montreuillois dont le siège est basé à Fruges.

#### Circonscriptions administratives
La commune faisait partie du canton de Fruges (1793 et 1801), depuis la loi du 22 décembre 1789 reprise par la constitution de 1791, qui divise le royaume (la République en septembre 1792), en communes, cantons, districts et départements.
Dans le cadre du redécoupage cantonal de 2014, elle demeure rattachée au canton de Fruges qui passe de 25 à 52 communes.

#### Circonscriptions électorales
Pour l'élection des députés, la commune fait partie, depuis 1986, de la quatrième circonscription du Pas-de-Calais.

### Élections municipales et communautaires

#### Liste des maires
| Période                                  | Période                        | Identité                                               | Étiquette | Qualité          |
| ---------------------------------------- | ------------------------------ | ------------------------------------------------------ | --------- | ---------------- |
| Les données manquantes sont à compléter. |                                |                                                        |           |                  |
| 1995                                     | 2000 mort en fonction          | René Delbée                                            |           |                  |
| 10 novembre 2000                         | 2020                           | Francis Hublart,                                       |           |                  |
| 15 mars 2020                             | septembre 2024 démissionnaire  | Martine Mayolle                                        |           | Cadre retraitée, |
| septembre 2024                           | décembre 2024                  | Bernard Boulet Francis Verhamme (nommés par le préfet) |           |                  |
| 18 décembre 2024                         | En cours (au 18 décembre 2024) | Yolande Debruyne                                       |           | sans profession  |

## Équipements et services publics

### Justice, sécurité, secours et défense
La commune dépend du tribunal de proximité de Montreuil-sur-Mer, du conseil de prud'hommes de Boulogne-sur-Mer, du tribunal judiciaire de Boulogne-sur-Mer, de la cour d'appel de Douai, du tribunal de commerce de Boulogne-sur-Mer, du tribunal administratif de Lille, de la cour administrative d'appel de Douai, du pôle nationalité du tribunal judiciaire de Boulogne-sur-Mer et du tribunal pour enfants de Boulogne-sur-Mer.

## Population et société

### Démographie
Les habitants de la commune sont appelés les Crépynois.

#### Évolution démographique
L'évolution du nombre d'habitants est connue à travers les recensements de la population effectués dans la commune depuis 1793. Pour les communes de moins de 10 000 habitants, une enquête de recensement portant sur toute la population est réalisée tous les cinq ans, les populations de référence des années intermédiaires étant quant à elles estimées par interpolation ou extrapolation. Pour la commune, le premier recensement exhaustif entrant dans le cadre du nouveau dispositif a été réalisé en 2005.

En 2022, la commune comptait 158 habitants, en évolution de +5,33 % par rapport à 2016 (Pas-de-Calais : −0,72 %, France hors Mayotte : +2,11 %).
| 1793 | 1800 | 1806 | 1821 | 1831 | 1836 | 1841 | 1846 | 1851 |
| ---- | ---- | ---- | ---- | ---- | ---- | ---- | ---- | ---- |
| 328  | 399  | 388  | 436  | 431  | 441  | 451  | 444  | 413  |

| 1856 | 1861 | 1866 | 1872 | 1876 | 1881 | 1886 | 1891 | 1896 |
| ---- | ---- | ---- | ---- | ---- | ---- | ---- | ---- | ---- |
| 405  | 426  | 414  | 407  | 380  | 356  | 397  | 347  | 357  |

| 1901 | 1906 | 1911 | 1921 | 1926 | 1931 | 1936 | 1946 | 1954 |
| ---- | ---- | ---- | ---- | ---- | ---- | ---- | ---- | ---- |
| 352  | 364  | 320  | 294  | 261  | 253  | 256  | 232  | 241  |

| 1962 | 1968 | 1975 | 1982 | 1990 | 1999 | 2005 | 2006 | 2010 |
| ---- | ---- | ---- | ---- | ---- | ---- | ---- | ---- | ---- |
| 218  | 189  | 183  | 176  | 176  | 170  | 151  | 151  | 149  |

| 2015 | 2020 | 2022 | - | - | - | - | - | - |
| ---- | ---- | ---- | - | - | - | - | - | - |
| 151  | 153  | 158  | - | - | - | - | - | - |

#### Pyramide des âges
La population de la commune est relativement âgée.
En 2018, le taux de personnes d'un âge inférieur à 30 ans s'élève à 29,4 %, soit en dessous de la moyenne départementale (36,7 %). À l'inverse, le taux de personnes d'âge supérieur à 60 ans est de 38,6 % la même année, alors qu'il est de 24,9 % au niveau départemental.
En 2018, la commune comptait 71 hommes pour 79 femmes, soit un taux de 52,67 % de femmes, légèrement supérieur au taux départemental (51,5 %).
Les pyramides des âges de la commune et du département s'établissent comme suit.
| Hommes | Classe d’âge | Femmes |
| ------ | ------------ | ------ |
| 0,0    | 90 ou +      | 7,4    |
| 6,9    | 75-89 ans    | 6,2    |
| 29,2   | 60-74 ans    | 27,2   |
| 11,1   | 45-59 ans    | 12,3   |
| 25,0   | 30-44 ans    | 16,0   |
| 12,5   | 15-29 ans    | 12,3   |
| 15,3   | 0-14 ans     | 18,5   |

| Hommes | Classe d’âge | Femmes |
| ------ | ------------ | ------ |
| 0,5    | 90 ou +      | 1,6    |
| 5,6    | 75-89 ans    | 8,9    |
| 16,7   | 60-74 ans    | 18,1   |
| 20,2   | 45-59 ans    | 19,2   |
| 18,9   | 30-44 ans    | 18,1   |
| 18,2   | 15-29 ans    | 16,2   |
| 19,9   | 0-14 ans     | 17,9   |

## Culture locale et patrimoine

### Lieux et monuments
- La présence d'un ancien abreuvoir dans le village.
- L'église dédiée à saint Germain.
- Le monument aux morts[42].

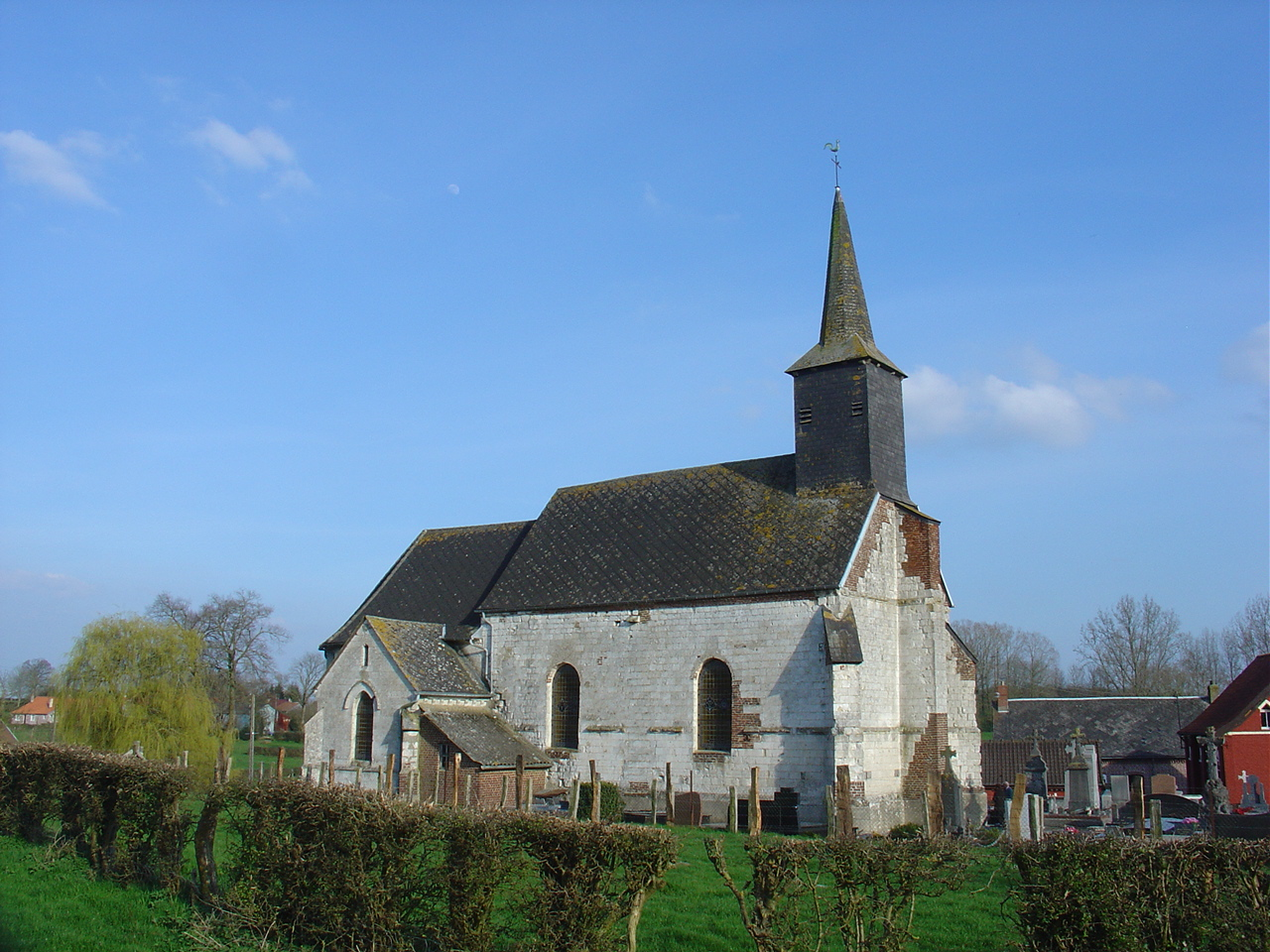
L'église Saint-Germain.
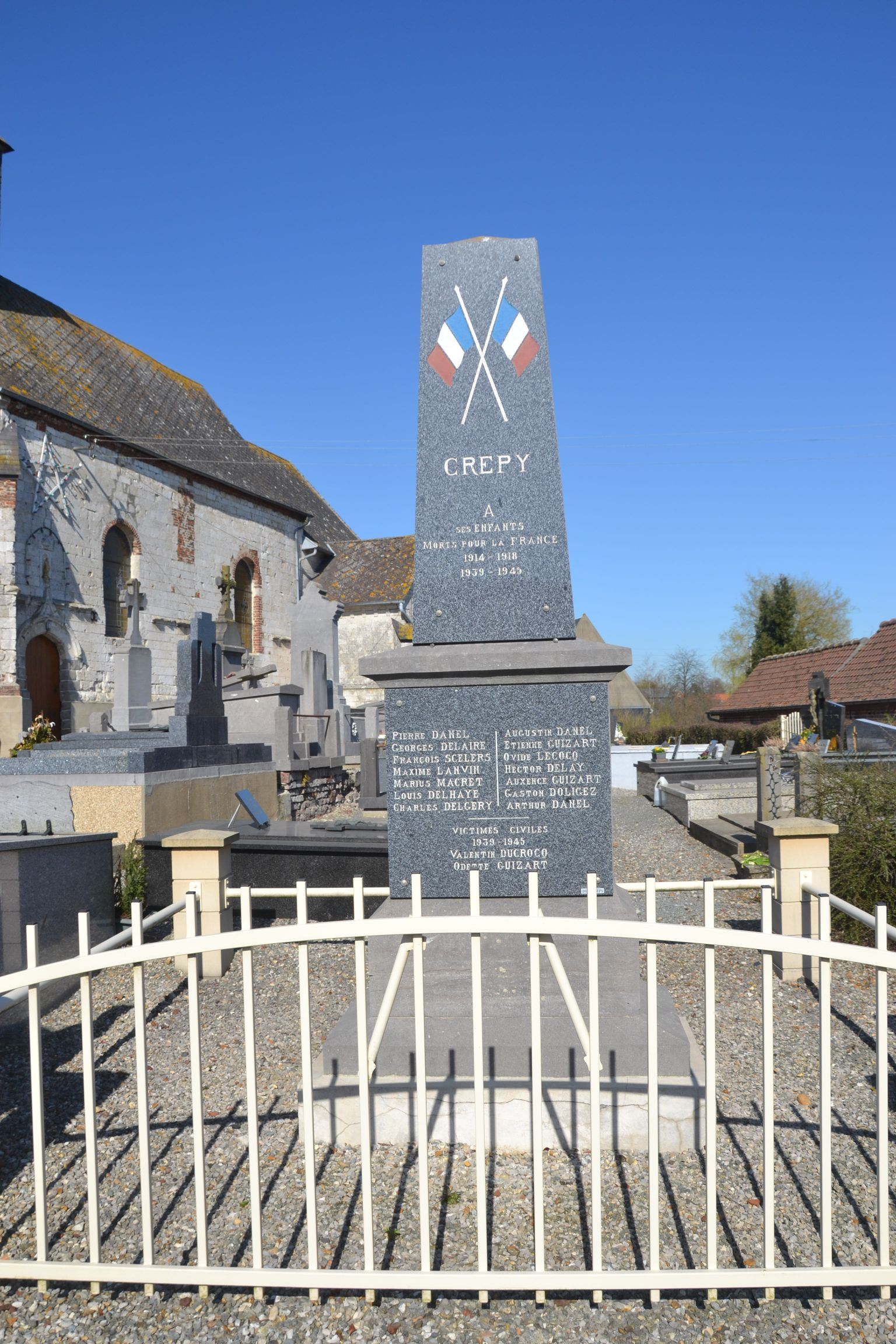
Le monument aux morts.

### Personnalités liées à la commune
- Adrien du Hecquet, religieux carme, prédicateur et poète de la Renaissance, né à Crépy aux environs de 1510, et mort à Arras en 1580.

### Héraldique
| Blason de Crépy | Blason  | Écartelé : au 1er d'argent à l'église de sinople, au 2e de sinople au livre ouvert d'argent, au 3e d'azur au livre ouvert d'or, au 4e d'or à l'église d'azur. |
| Blason de Crépy | Détails | Décline les quatre saisons de l'année sur un écartelé, allusion à un poème d'Adrien du Hecquet, poète du XVe siècle originaire du village. L'église rappelle que le poète était aussi docteur en théologie ; un doctorat évoqué par un livre ouvert. Adopté par la municipalité en 1995. |

## Pour approfondir

#### Bases de données, dictionnaires et encyclopédies
- Ressources relatives à la géographie :   - Insee (communes)
  - Ldh/EHESS/Cassini
- Ressource relative à plusieurs domaines :   - Annuaire du service public français
- Notices d'autorité :   - BnF (données)